# 田原彰悟
田原 彰悟（たはら しょうご、2000年〈平成12年〉9月26日 - ）は、千葉県柏市出身の日本の卓球選手。2023年4月より協和キリン所属。

## 略歴
2000年、千葉県出身。荒川区立尾久八幡中学校、愛工大名電高校、愛知工業大学を卒業。
2021年、ポーランド・スーパーリーグへENERGA MANEKIN Toruńより参戦し、11勝3敗の好成績を収め、チームの勝利へ貢献した。
2022年、スロベニアオープン以来となる3年ぶりの国際大会WTTフィーダーパナギュリシテに出場した。海外選手との豊富な対戦経験を活かし男子シングルス ベスト16に入った。
2023年、愛知工業大学を卒業し、協和キリン株式会社へ入社。同社所属として日本卓球リーグへ参戦、同年前期大会にて男子１部団体優勝、後期大会にて新人賞を受賞した。

## 主な戦績

### 2019年
- ITTFチャレンジ・セルビアオープン：男子シングルス ベスト8、U21男子シングルス ベスト8
- ITTFチャレンジ・スロベニアオープン：U21男子シングルス ベスト4

### 2021年
- 第87回全日本大学総合卓球選手権大会：個人の部 男子シングルス 4位、男子ダブルス優勝（宮本春樹ペア）[2]

### 2022年
- WTTフィーダーパナギュリシテ：男子シングルス ベスト16

### 2023年
- 第57回全日本社会人卓球選手権大会：男子ダブルス準優勝（硴塚将人ペア）
- 2023年度前期日本卓球リーグ滋賀大会：男子1部優勝[3]
- 2023年度後期日本卓球リーグ愛媛大会：新人賞受賞

### 2024年
- 第76回東京卓球選手権大会：男子ダブルス優勝（硴塚将人ペア）[4]
- 第33回日本卓球リーグ・ビッグトーナメント：男子シングルス 12位、男子ダブルス 3位（硴塚将人ペア）
- 第58回全日本社会人卓球選手権大会：男子ダブルス ベスト8（硴塚将人ペア）
- 2024年度内閣総理大臣杯日本卓球リーグプレーオフJTTLファイナル4：男子優勝[5]

### 2025年
- 第75回全日本実業団卓球選手権大会：男子優勝[6]